# Dudua
Dudua is een geslacht van vlinders van de familie bladrollers (Tortricidae), uit de onderfamilie Olethreutinae.

## Soorten
- D. adocima Diakonoff, 1981
- D. anaprobola (Bradley, 1953)
- D. anisoptera Clarke, 1976
- D. aprobola (Meyrick, 1886)
- D. brachytoma Diakonoff, 1973
- D. carpophora Diakonoff, 1973
- D. crossotoma (Meyrick, 1931)
- D. cyclographa Diakonoff, 1973
- D. charadraea (Meyrick, 1909)
- D. chlorohygra Diakonoff, 1973
- D. eumenica (Meyrick, 1929)
- D. hemigrapta (Meyrick, 1931)
- D. hemitypa Diakonoff, 1983
- D. hesperialis Walker, 1864
- D. lamproterma Diakonoff, 1973
- D. metacyma Diakonoff, 1973
- D. microsema Diakonoff, 1973
- D. perornata Diakonoff, 1973
- D. perusta Diakonoff, 1983
- D. phyllanthana (Meyrick, 1881)
- D. piratodes (Meyrick, 1930)
- D. pottsi Clarke, 1976
- D. proba Diakonoff, 1973
- D. proxima Clarke, 1976
- D. ptarmicopa (Meyrick, 1936)
- D. scaeaspis (Meyrick, 1937)
- D. tectigera (Meyrick, 1910)
- D. tetanota (Meyrick, 1909)
- D. ultima Diakonoff, 1973